# (36692) 2000 RH10
2000 RH10 (asteroide 36692) é um asteroide da cintura principal. Possui uma excentricidade de 0.18963450 e uma inclinação de 4.70618º.
Este asteroide foi descoberto no dia 1 de setembro de 2000 por LINEAR em Socorro.